# Bruchkräuter
Die Bruchkräuter (Herniaria) sind eine Pflanzengattung innerhalb der Familie der Nelkengewächse (Caryophyllaceae). Die 30 bis 45 Arten sind in Europa und vom Mittelmeerraum bis West- und Zentralasien verbreitet.

## Namensherkunft
Sowohl der Trivialname Bruchkraut als auch der wissenschaftliche Name Herniaria gehen aus der früheren Verwendung als Medizin bei Unterleibsbrüchen hervor. Wegen ihrer harntreibenden Wirkung wurden sie auch Harnkräuter genannt.

## Beschreibung

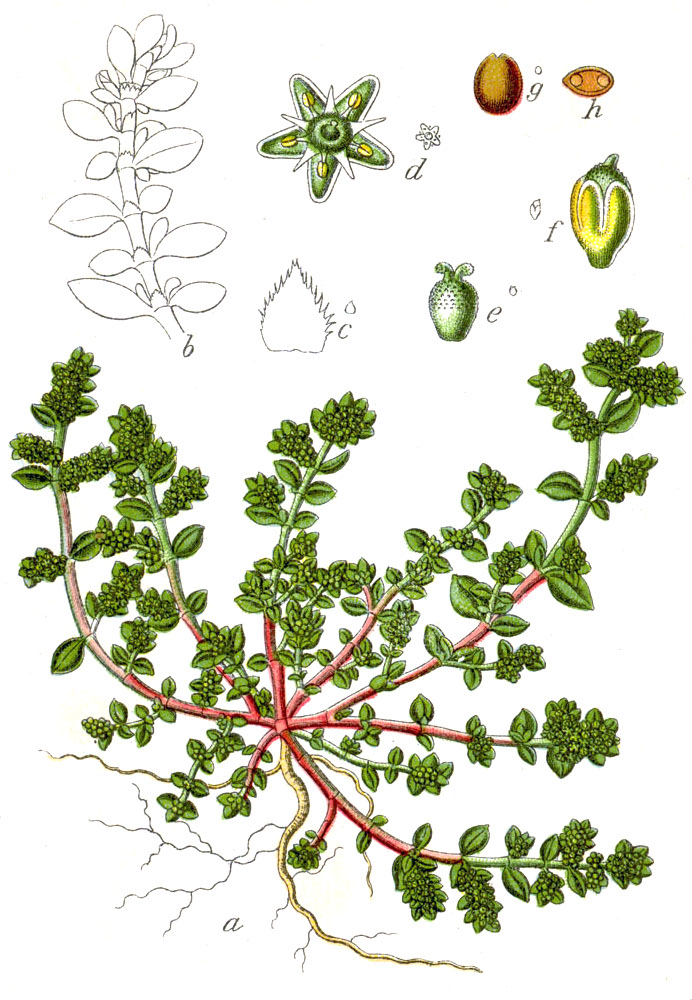
Illustration des Kahlen Bruchkrautes (Herniaria glabra)

### Vegetative Merkmale
Bei Bruchkraut-Arten handelt es sich um einjährige bis ausdauernde krautige Pflanzen. Die stark verzweigten Stängel wachsen flach entlang des Bodens. Das Wachstum des Stängels und der Blätter ist bei den meisten Arten recht charakteristisch: Die eigentlich gegenständigen Laubblätter sind so gedreht, dass sie jeweils an den beiden Flanken des Stängels sitzen, so dass eine scheinbar zweizeilige Blattstellung zustande kommt. Von den zwei gegenüberliegenden Blättern ist abwechselnd auf jeder Seite des Stängels je eines stark reduziert. In der Achsel dieses reduzierten Blattes bildet sich ein Seitenspross. Nebenblätter sind vorhanden.

### Generative Merkmale
Die ungestielten Blüten sitzen zu mehreren in Knäueln in den Achseln der reduzierten Blätter. Die winzigen, unscheinbaren und grünlichen Blüten sind vier- oder meist fünfzählig mit doppelter Blütenhülle. Die meist fünf grünlichen oder weißlichen Kelchblätter sind 0,5 bis 1,5 mm groß. Die meist fünf Kronblätter sind winzig und fehlen oft. Es sind (selten zwei bis) meist vier bis fünf fertile Staubblätter und fünf Staminodien vorhanden. Die zwei fadenförmigen Griffel sind 0,1 bis 0,4 mm lang.
Sie bilden einsamige Nussfrüchte. Die glänzenden, glatten Samen sind dunkelbraun oder schwarz.

## Systematik und Verbreitung
Die Gattung Herniaria gehört zur Tribus Paronychieae in der Unterfamilie Paronychioideae innerhalb der Familie Caryophyllaceae und wurde früher in die Familie Illecebraceae eingeordnet.
Die 30 bis 45 Bruchkraut-Arten (Herniaria) sind im Mittelmeerraum und in den gemäßigten Gebieten West- sowie Zentralasiens und Europas bis nach Skandinavien natürlich verbreitet. Einige Arten sind in den gemäßigten Gebieten der Welt Neophyten.
Hier nur die in Europa oder im Mittelmeerraum vorkommenden Arten:

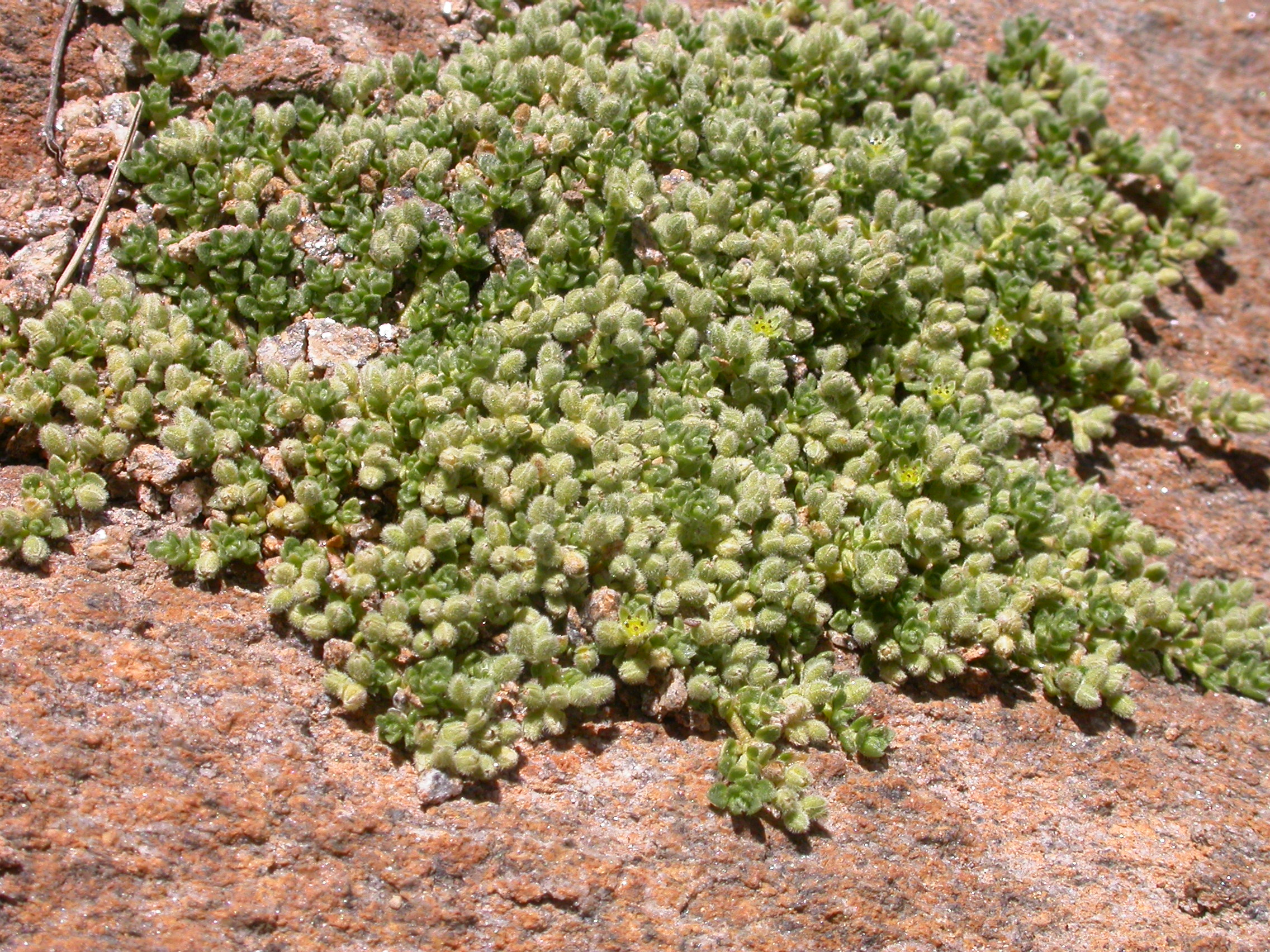
Alpen-Bruchkraut (Herniaria alpina)

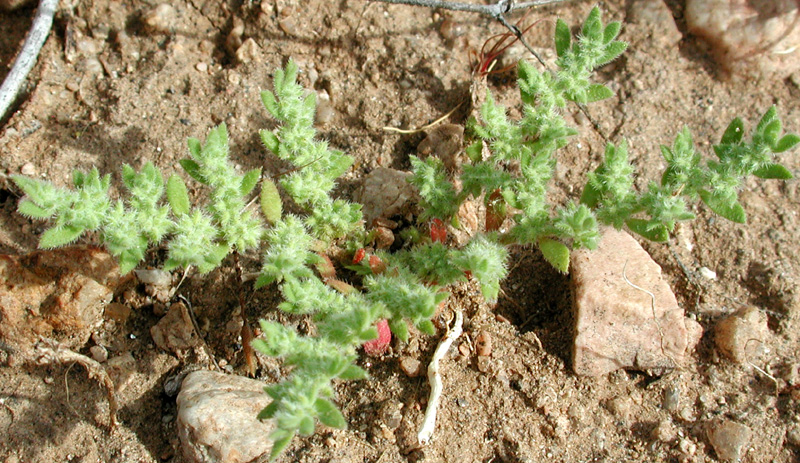
Herniaria cinerea

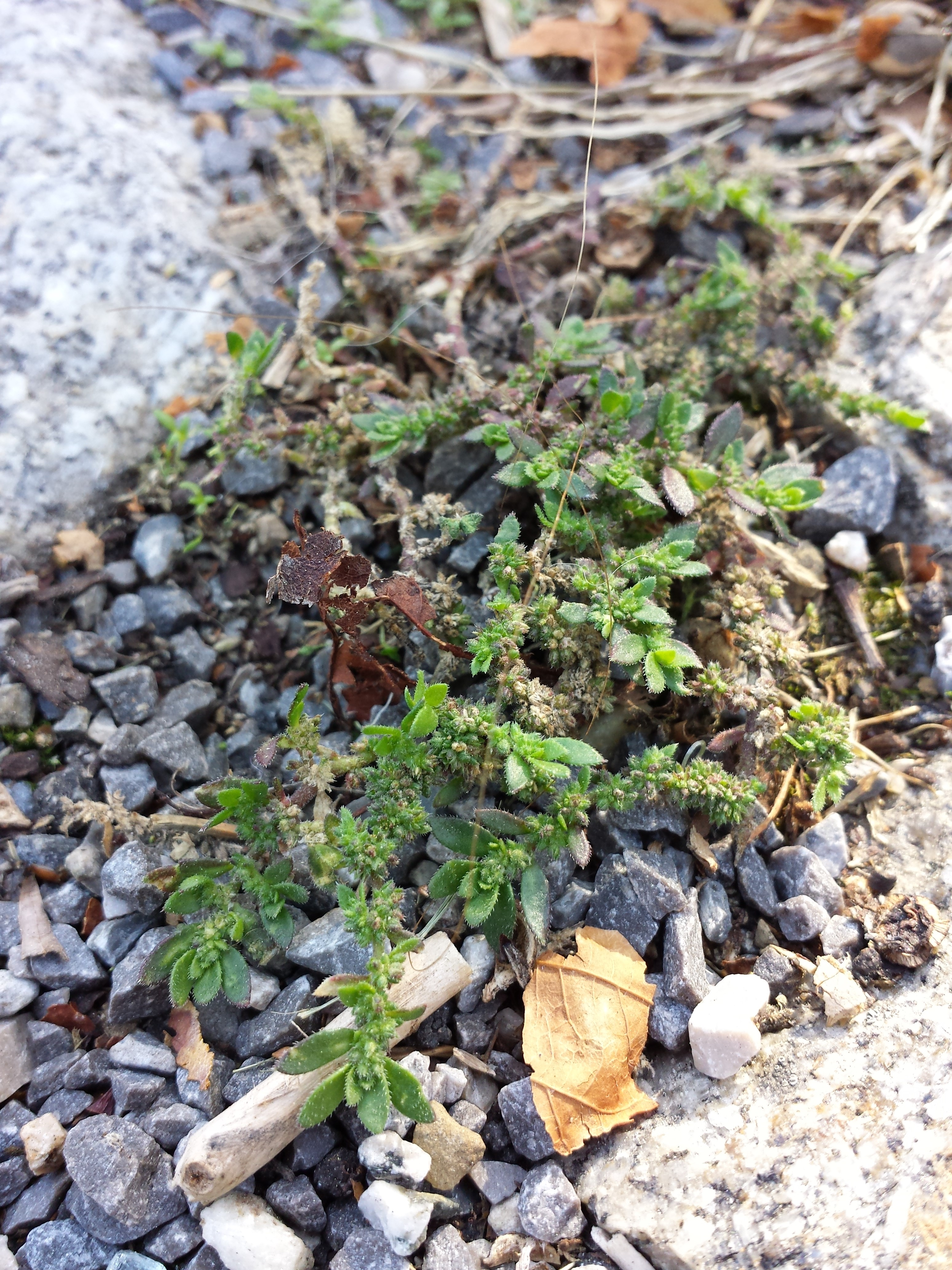
Behaartes Bruchkraut (Herniaria hirsuta)

- Herniaria acrochaeta (Bornm.) Chaudhri: Die Heimat ist Israel und Jordanien.[4]
- Herniaria algarvica Chaudhri: Die Heimat ist Portugal.[4]
- Alpen-Bruchkraut (Herniaria alpina Chaix): Es kommt nur in den Alpen und in den Pyrenäen vor.
- Herniaria arabica Hand.-Mazz.: Die Heimat ist Libanon und Syrien.[4]
- Herniaria argaea Boiss.: Die Heimat ist die Türkei.[4]
- Herniaria baetica Boiss. & Reut.: Die Heimat ist Spanien.[4]
- Herniaria boissieri J.Gay: Die Heimat ist Spanien und Marokko.[4]
- Herniaria bornmuelleri Chaudhri: Die Heimat ist Italien.[4]
- Herniaria canariensis Chaudhri: Die Heimat ist Teneriffa.[4]
- Herniaria caucasica Rupr.: Sie kommt in Südwestasien, Kasachstan, Russland, in der Mongolei und in Xinjiang vor.[2]
- Herniaria ciliolata Melderis: Sie kommt in Portugal, Spanien, Frankreich und Großbritannien vor.[4]
- Herniaria cyrenaica F.Herm.: Die Heimat ist Ägypten und Libyen.[4]
- Herniaria degenii (F.Herm.) Chaudhri: Die Heimat ist Griechenland und die Ägäis.[4]
- Herniaria ericifolia F.Towns.: Die Heimat ist Libyen.[4]
- Herniaria fontanesii J.Gay: Sie kommt in Spanien, Sizilien, den Kanaren, Marokko, Algerien, Tunesien, Libyen, Ägypten und auf der Sinaihalbinsel vor.[4]
- Herniaria fruticosa L.: Die Heimat ist Spanien.[4]
- Kahles Bruchkraut (Herniaria glabra L.): Es kommt in Europa, Russland, Usbekistan, Afghanistan, in der Mongolei, im westlichen Sichuan sowie im nördlichen Xinjiang vor.[2]
- Herniaria hartungii Parl.: Sie kommt auf Fuerteventura vor.[4]
- Herniaria hemistemon J.Gay: Sie kommt in Nordafrika und Vorderasien vor.[4]
- Behaartes Bruchkraut (Herniaria hirsuta L.)
- Graues Bruchkraut (Herniaria incana Lam.): Es kommt in Süd- und Südosteuropa vor.
- Herniaria latifolia Lapeyr.: Die Heimat ist Spanien, Frankreich, Korsika und Sardinien.[4]
- Herniaria lenticulata Huds.
- Herniaria litardierei (Gamisans) Greuter & Burdet: Die Heimat ist Korsika und Sardinien.[4]
- Herniaria lusitanica Chaudhri: Die Heimat ist Portugal und Spanien.[4]
- Herniaria maritima Link: Die Heimat ist Portugal und Marokko.[4]
- Herniaria mauritanica Murb.: Die Heimat ist Algerien und Tunesien.[4]
- Herniaria micrantha A.K.Jacks. & Turrill: Die Heimat ist die Ägäis, Zypern und die Türkei.[4]
- Herniaria nigrimontium F.Herm.: Die Heimat ist Griechenland, Bulgarien und Makedonien.[4]
- Herniaria olympica J.Gay: Sie kommt in der Türkei und in Bulgarien vor.[4]
- Herniaria oranensis Chaudhri: Die Heimat ist Algerien.[4]
- Herniaria orientalis F.Herm.: Die Heimat ist die Türkei.[4]
- Herniaria parnassica Boiss.: Die Heimat ist die Balkanhalbinsel mit Griechenland und Kreta.[4]
- Herniaria permixta Guss.: Die Heimat ist Marokko.[4]
- Herniaria pisidica Brummitt: Die Heimat ist die Türkei.[4]
- Herniaria polygama J.Gay: Sie kommt in Osteuropa (nur in Polen, der Ukraine und in Moldawien[4]), Russland und China (Xinjiang) vor.[2]
- Herniaria pujosii Sauvage & Vindt: Die Heimat ist Marokko und Algerien.[4]
- Herniaria regnieri Braun-Blanq. & Maire: Die Heimat ist Spanien, Algerien und Marokko.[4]
- Herniaria rhiphaea Font Quer: Die Heimat ist Marokko.[4]
- Herniaria saxatilis Brummitt: Die Heimat ist die Türkei.[4]
- Herniaria scabrida Boiss.: Die Heimat ist Portugal, Spanien und Frankreich.[4]